# Count Your Blessings (film)
Count Your Blessings is een Amerikaanse dramafilm uit 1959 onder regie van Jean Negulesco. Destijds werd de film in Nederland uitgebracht onder de titel Ik trouwde een glimlach.

## Verhaal
Charles hoort op de dag van zijn bruiloft dat hij moet vechten in de Tweede Wereldoorlog. Tijdens de drie dagen durende huwelijksreis maakt hij zijn vrouw Grace zwanger. Als hij na negen jaar naar huis komt, beginnen de eerste echtelijke ruzies.

## Rolverdeling
| Acteur            | Personage                   |
| ----------------- | --------------------------- |
| Deborah Kerr      | Grace Allingham             |
| Rossano Brazzi    | Charles Eduard de Valhubert |
| Maurice Chevalier | Hertog de St. Cloud         |
| Martin Stephens   | Sigismond                   |
| Tom Helmore       | Hugh Palgrave               |
| Ronald Squire     | Conrad Allingham            |
| Patricia Medina   | Albertine                   |
| Mona Washbourne   | Gouvernante                 |
| Steven Geray      | Gids                        |
| Lumsden Hare      | John                        |
| Kim Parker        | Secretaresse                |